# Ліхтарна акула гладка
Ліхтарна акула гладка (Etmopterus pycnolepis) — акула з роду Ліхтарна акула родини Ліхтарні акули. Інша назва «щільнолускова ліхтарна акула».

## Опис
Загальна довжина досягає 45 см. Голова середнього розміру. Морда коротка. Очі великі, овальні, горизонтальної форми. За ними є помірного розміру бризкальця. У неї 5 пар середнього розміру зябрових щілин. Тулуб гладкий, широкий. Шкіряна луска розташовано доволі щільно. Звідси походить інша назва цієї акули. Має 2 спинних плавця з гострими шипами. Задній плавець більше за передній. Анальний плавець відсутній.
Має темно-коричневе забарвлення, яке на череві переходить у чорний колір. Найбільш темні ділянки шкіри мають фотофтори, що світяться у темряві.

## Спосіб життя
Тримається на глибині від 330 до 763 м. Здійснює добові міграції. Доволі активна акула. Живиться дрібними ракоподібними, головнонгими молюсками та невеличкою костистою рибою.
Це яйцеживородна акула. Про процес парування та розмноження немає відомостей.

## Розповсюдження
Мешкає в акваторії Чилі та Перу в області підводних хребтів Сала-Гомес та Наска.